# الکساندر کار
الکساندر کار (انگلیسی: Alexander Carr؛ ۷ مارس ۱۸۷۸ – ۱۹ سپتامبر ۱۹۴۶) بازیگر اهل ایالات متحده آمریکا بود.
از فیلم‌هایی که وی در آن‌ها نقش داشته است، می‌توان به افسون‌شده و کریسمس در ژوئیه اشاره نمود.